# Tremenico
Tremenico – miejscowość i gmina we Włoszech, w regionie Lombardia, w prowincji Lecco.
Według danych na rok 2004 gminę zamieszkiwały 243 osoby, 30,4 os./km².
1 stycznia 2018 gmina została zlikwidowana.